# Institut Superior de Ciències i Salut
L'Institut Superior de Ciències i Salut (Instituto Superior de Ciências e Saúde) és un dels quatre campus de la Universitat de São Tomé i Príncipe. Està situat al barri Campo de Milho, al sud de la capital São Tomé. La universitat ofereix cursos mèdics i de salut. És a la vora de l'Hospital Dr. Ayres de Menezes.

## Història
La facultat de medicina es va fundar el 1947 i era coneguda com l'Escola de Enfermagem de São Tomé, que fou tancada en 1952. En 1983, i fou reoberta com a Escola d'Ensenyament de Salut Dr. Victor Sá Machado el 18 d'octubre de 2003 es va convertir, sota els auspicis. de la Fundació Calouste Gulbenkian, l' Instituto de Ciências da Saúde "Victor Sá Machado" (ICS-VSM)), en un dels quatre campus de la universitat oberta en 2014. Va canviar al seu nom actual el 12 de novembre de 2016.

## Cursos
Pel gener de 2017 els cursos oferts eren:
- Batxillerat en Infermeria
- Batxillerat en Anàlisi Clínica
- Llicenciatura en administració de gestió en serveis sanitaris
- Batxillerat en anestèsia
- Complement en la formació dels mitjans de comunicació en farmàcia
- Cursos mèdics sobre infermeria
- Cursos mèdics per maternitat
- Especialització en cirurgia instrumental